# Welcome to the Dance (album No Angels)
Welcome to the Dance to piąty studyjny album niemieckiego zespołu No Angels. Album został nagrywany w Berlinie, Los Angeles i Nowym Jorku. Premiera albumu odbyła się 11 września w krajach niemieckojęzycznych.
7 września poprzez serwis aol.de do internetu wyciekł cały album. Przez pomyłkę serwisu album można było kupić już 7 września. O całej sytuacji został poinformowany manager zespołu Khalid'a Schröder i album został szybko usunięty z serwisu.

## Lista utworów
1. "One Life" (Nadja Benaissa, Lucy Diakovska, Sandy Mölling, Jessica Wahls, Nasri Atweh, Hakim Bell, A. Dunkley, Adam Messinger) — 3:36
2. "Thunderstorm" (Bill Blast, Arnthor Brigisson, L. Diakovska, Savan Kotecha, Peter Pazer) — 3:48
3. "Rebel" (B. Blast, Alisha "M'Jestie" Brooks) — 3:47
4. "Welcome to the Dance" (B. Blast, A. Brooks) — 3:26
5. "Derailed" (N. Atweh, Nicholas "RAS" Furlong, Aaron Pearce) — 3:44
6. "Dance-Aholic" (N. Atweh, A. Pearce) — 3:59
7. "Shut Your Mouth" (A. Pearce, Evan Bogart, David "DQ" Quinones, Lucy Diakovska, (Nadja Benaissa) — 3:20
8. "Up Against the Wall" (A. Pearce, Evan Bogart, David "DQ" Quinones, Jessica Wahls, Sandy Mölling) — 3:13
9. "Young Love"  (N. Atweh, A. Messinger, Sandy Mölling, Jessica Wahls) — 3:15
10. "Too Old"  (N. Atweh, A. Messinger, Lucy Diakovska) — 3:10
11. "Downboy" (A. Pearce, Tiyon "TC" Mack, Chad "C Note" Roper, Le'che Martin) — 3:47
12. "Stop" (B. Blast, A. Brooks) — 3:58
13. "Minute by Minute" (featuring Nasri) (A. Brigisson, S. Kotecha) — 3:47
14. "Say Goodbye" (N. Atweh, A. Messinger) — 3:16
15. "One Life" (teledysk) — 3:36

## Pozycje na listach
| Kraj                 | Pozycja |
| -------------------- | ------- |
| Media Control Charts | 26      |
| Ö3 Austria Top 40    | 65      |
| Swiss Music Charts   | 95      |